# Pascual, mayordomo real
Pascual, mayordomo real es una serie de historietas creada en 1996 por la pareja de humoristas gráficos Idígoras y Pachi, que parodia a la Familia Real española a través de la figura de un mayordomo ficticio. Tuvo también una secuela titulada Alicia, Institutriz de Letizia.

## Trayectoria editorial
El título de la serie se le ocurrió a Gin, director por entonces de "El Jueves", como homenaje a Pascual, criado leal, una serie clásica de la Escuela Bruguera creada por Ángel Nadal en 1953.
Además de su publicación seriada en dicha revista, Ediciones El Jueves editó en 1999 un álbum monográfico recopilatorio con el mismo título como número 149 de su colección "Pendones del Humor"
En el verano del 2002, Pascual, mayordomo real pasó a publicarse también en "El Magazine" del periódico "El Mundo" y La Esfera de los Libros lanzó ese mismo año la antología Pascual, mayordomo real, y sus graciosas majestades.